# Torneo de Waikoloa Village
El Waikoloa Championships fue un torneo WTA llevado a cabo en 2001 y 2002 en Waikoloa Village, Hawái. Fue un evento de Tier IV y fue jugado en canchas duras al aire libre, anual con premio de $ 140.000. 

## Finales anteriores

### Individuales
| Años                      | Campeona        | Subcampeona   | Resultado       |
| ------------------------- | --------------- | ------------- | --------------- |
| ↓ Torneos Tier IV event ↓ |                 |               |                 |
| 2001                      | Sandrine Testud | Justine Henin | 6-3, 2-0 retiro |
| 2002                      | Cara Black      | Lisa Raymond  | 7-6(1), 6-4     |

### Dobles
| Años                      | Campeona                       | Subcampeona                        | Resultado     |
| ------------------------- | ------------------------------ | ---------------------------------- | ------------- |
| ↓ Torneos Tier IV event ↓ |                                |                                    |               |
| 2001                      | Tina Križan Katarina Srebotnik | Els Callens Nicole Pratt           | 6-2, 6-3      |
| 2002                      | Meilen Tu María Vento-Kabchi   | Nannie de Villiers Irina Selyutina | 1-6, 6-2, 6-3 |

- Datos: Q609695